# Gayones
Los gayones son un grupo indígena que antes de la llegada de los colonizadores poblaban la serranía de Matatere, cordillera de Sanare, río Claro, serranía de El Tocuyo, depresión de Quíbor al noroeste de Barquisimeto, Bobare en la región Centroccidental de Venezuela. Actualmente se distribuyen en los municipios Iribarren, Morán y Andrés Eloy Blanco del estado Lara, así como en el municipio Unda del estado Portuguesa. Pertenecen a la familia de los jirajaras. Sembraban maíz, yuca, batata y eran belicosos.

## Economía
Los Gayones eran agricultores y pescadores. Cultivaban yuca, maíz, ají, frijoles, cambur y batata, y además elaboraban figuras en cerámica.